# Parafia Podwyższenia Świętego Krzyża w Miętnem
Parafia Podwyższenia Świętego Krzyża w Miętnem – parafia rzymskokatolicka w dekanacie garwolińskim diecezji siedleckiej.

## Historia
Parafia erygowana w 1992 roku. Kościół parafialny murowany w stylu współczesnym został konsekrowany 3 grudnia 1995 przez biskupa Jana Mazura. Rozbudowany w latach 2008–2010. Pomysłodawcą rozbudowy był ks. proboszcz Jerzy Janowski. Kościół jest trójnawowy z jedną wieżą zegarowo-dzwonną. Na wieży znajduje się jeden dzwon. W oknach kościoła znajdują się witraże. W lewej nawie 4 witraże z cyklu przymierza. Pierwszy witraż wygnanie Adama i Ewy z raju. Drugi witraż przedstawia przymierze Noego. Kolejny przymierze Abrahama. Ostatni witraż zaś przedstawia przekazanie Mojżeszowi tablic dekalogu. W prawej nawie znajdują się 3 witraże o tematyce narodowej. Pierwszy przedstawia błogosławionych unitów podlaskich. Drugi przedstawia zwycięską obronę krzyży w miejscowej szkole w latach 1983–1984. Trzeci natomiast przedstawia cud nad Wisłą. W prezbiterium znajdują się 2 witraże naprzeciw siebie. Witraż prawy (nad zakrystią) przedstawia kielich i winogrona. Natomiast lewy przedstawia chleb i kłosy. Witraże w głównej nawie z lewej strony przedstawiają krzyże. Pierwszy krzyż franciszkański. Drugi krzyż jerozolimski. Trzeci krzyż papieski. Witraże z prawej strony przedstawiają symbolikę eucharystyczną w postaci liter IHS w różnych wzorach. Witraż zaś na chórze przedstawia klucz wiolinowy i klawiaturę organową. W kościele znajdują się relikwie bł. ks.Jerzego Popiełuszki, św. bp. Zygmunta Szczęsnego-Felińskiego oraz św. Jana Pawła II.

## Proboszczowie
- ks. kan. Zbigniew Daniluk 1992–2004[2]
- ks. kan. Jerzy Janowski 2004 do 30 czerwca 2022[2]
- ks. kan. Jerzy Przychodzeń (od 1 lipca 2022 – 5 września 2022)[3]
- ks. kan. ppłk mgr Grzegorz Kamiński (od 1 października 2022)

## Zasięg parafii
Terytorium parafii obejmuje Miętne, Krystynę, Michałówkę.